# Palmar de Varela
Palmar de Varela là một khu tự quản thuộc tỉnh Atlántico, Colombia. Thủ phủ của khu tự quản Palmar de Varela đóng tại Palmar de Varela Khu tự quản Palmar de Varela có diện tích 94 ki lô mét vuông. Đến thời điểm ngày 28 tháng 5 năm 2005, khu tự quản Palmar de Varela có dân số 19251 người.